# Albert Åhman
Sven Albert Åhman, född 1832, död 26 juli 1883 i Helsingfors, var en svensk skådespelare, teaterdirektör och regissör. 
Han var engagerad hos Deland 1852–1854, vid Mindre teatern 1854–1859, och hos Oscar Andersson (skådespelare) 1859–1862; mellan 1862 och 1863 var han själv direktör för Anderssons teatersällskap. Han var sedan engagerad hos brodern Wilhelm Åhman och Mauritz Pousette 1863–1866 och vid Svenska Teatern i Helsingfors 1866–1883. Han var även regissör vid Svenska teatern 1875–1880. 
Bland hans roller fanns Talbot i »Orleanska jungfrun», Carl IX i »Daniel Hjort», Ung Hanse i »Ung Hanses dotter», Don Cesar de Bazano, Broder Alsiug i »I Solnedgången», Figaro i »Figaros bröllop», Hakon Jarl, Lidner i »På Gröna Lund» och Döbeln i »Ur lifvets strid». 
Han var gift med Louise Åhman.